# Ільгамов Тамерлан Айсарович
Тамерлан Айсарович Ільгамов (рос. Тамерлан Айсарович Ильгамов; 22 червня 1994, Аскарово, Росія — 4 липня 2022, Україна) — російський військовик, прапорщик ЗС РФ. Герой Російської Федерації.

## Біографія
В 2009/11 роках навчався в місцевій гімназії імені Тагіра Кусімова. В 2011 році вступив на юридичний факультет Сібайського філіалу Башкирського державного університету. В грудні 2012 року за особистою ініціативою був призваний в армію. В березні 2014 року підписав контракт про походження військової служби. Паралельно навчався в Сєрноводському аграрно-технічному коледжі за спеціальністю «механізація сільського господарства», який закінчив в 2019 році. Учасник інтервенції в Сирію і вторгнення в Україну, командир бойового розрахунку зенітної ракетної батареї гвардійського зенітного полку. Загинув у бою. 13 липня 2022 року був похований в рідному селі Аскарово.

## Нагороди
- Медаль «За відвагу»
- Медаль «За військову доблесть» 2-го ступеня
- Медаль «Учаснику військової операції в Сирії»
- Звання «Герой Російської Федерації» (2022, посмертно)
- Орден генерала Шаймуратова (Башкортостан; 2022, посмертно) — «за хоробрість і відвагу.»[1][2]

## Вшанування пам'яті
На будівлі гімназії імені Кусімова, в якій навчався Ільгамов, встановлена меморіальна дошка.